# Rue des Cascades
Rue des cascades è il secondo album del musicista minimalista francese Yann Tiersen.

## Tracce
1. J'y suis jamais allé - 1:35 -
2. Rue des Cascades - 4:02 -
3. Pas si simple - 1:54 -
4. Comptine d'été n° 2 - 2:13 -
5. Comptine d'été n° 3 - 1:53 -
6. Dejà loin - 2:53 -
7. La chambre - 1:49 -
8. Mouvement introductif - 2:22 -
9. La muette - 3:35 -
10. Naomi - 4:05 -
11. Soir de fête - 2:54 -
12. Le vieux en veutencore - 1:44 -
13. Tojours là - 1:10 -
14. C'etait ici - 1:38 -
15. Priere n° 2 - 1:27 -
16. Comptine d'été n°1 - 2:17 -
17. La fenêtre - 2:50 -
18. Priere n° 3 - 1:04 -
19. La piece vide - 1:42 -
20. La vie quotidienne - 7:35 -